# Svend Asmussen
Svend Asmussen (Koppenhága, 1916. február 28. – Dronningmølle, 2017. február 7.) dán dzsesszhegedűs.

## Főbb művei

### Szólólemezei
- Svend Asmussen (1951, Angel Records)
- Plays Hot Fiddle (1953, Parlophone)
- Svend Asmussen And His Unmelancholy Danes (1955, Angel Records)
- Svend Asmussen And His Unmelancholy Danes, Vol. 2 (1955, Angel Records)
- Skol! (1955, Epic Records)
- Asmussen Moods (1956, Philips Records)
- Spielt Welterfolge (1961, Telefunken)
- Evergreens (1965, Odeon Records)
- & De Gode Gamle (1966, Metronome Records)
- Svend Asmussen Spelar Nordiskt 20-30-Tal (1968, Sveriges Radio)
- Spelar Nordiskt 20-30-Tal  (1975, Sveriges Radio)
- Dance Along With Svend Asussen  (1979, EMI International)
- String Swing (1983, Sonet Records), közreműködik Ulf Wakenius
- June Night (1983, Doctor Jazz Records)
- Svend Asmussen at Slukafter (1984, Phontastic Records)
- Fiddler Supreme (1989, Intim Musik)
- Fiddling Around (1994, Imoge Records)
- Fit as a Fiddle (1999, Dacapo Records)
- Still Fiddling (2002, Storyville Records)
- When You Are Smiling (2008, Universal Music)
- Rhythm Is Our Business (2009, Storyville Records)[2]
- Makin' Whoopee...and Music! (2009, Arbors Records)
- The Jazz Man Hitler Failed to Silence (2011, Roastin Records)[3]

### Együttműködések
Ulrik Neumann
- Danish Imports (1959, Collectables Records, Warner Bros. Records)
- En Kväll Med Svend Och Ulrik (1962, RCA Records)

Duke Ellington
- Jazz Violin Session (1963, Atlantic)

Jan Johansson
- Jazz På Ungerska (1968, Megafon Records)

Toots Thielemans
- Toots & Svend (1972, Sonet Records)
- Yesterday And Today (1973, A&M Records)

Eric Ericson and Kammarkören
- Kammarkören & Eric Ericsson Möter Svend Asmussen (1972, RCA Victor)
- Kammarkören & Eric Ericson Möter Svend Asmussen Igen (1973, RCA Victor)

Putte Wickman – Ivan Renliden
- Musik I Kyrkan (1972, EMI Records)
- Telemann Today (1976, Polydor Records), közreműködik Niels Henning Ørsted-Pedersen
- Spelar För Er (1977, EMI Records)

más előadókkal
- European Encounter (1962, Atlantic), John Lewis
- Scandinavian Songs with Alice and Svend (1964, Swe Disc), Alice Babs
- Be'Swing'Te Party (1965, Discoton Records), with Bent Fabric
- Violin-Summit (1966, SABA), Stuff Smith, Stéphane Grappelli és Jean-Luc Ponty
- Swing with Svend (1966, Victoria Records), Dieter Reith
- Two of a Kind (1968, Polydor Records), Stéphane Grappelli
- Amazing Strings (1975, MPS Records), Christian Schmitz-Steinberg
- As Time Goes By (1978, Sonet Records), Lionel Hampton
- Prize/Winners (1978, Matrix Records), Kenny Drew, Niels-Henning Ørsted Pedersen és Ed Thigpen
- Garland (1982, Storyville Records), Dr. L. Subramaniam közreműködik Svend Asmussen
- On the Good Ship Lollipop (1987, Doctor Jazz), Teresa Brewer
- Svingin' with Svend (1988, Zebra Acoustic Records), David Grisman Quintet közreműködik Svend Asmussen[4]